# Leucoagaricus leucothites
La Lepiota Naucina (Leucoagaricus leucothites (Vittad.) Wasser, 1977) è un elegante fungo bianco basidiomicete della famiglia Agaricaceae.

## Descrizione della specie

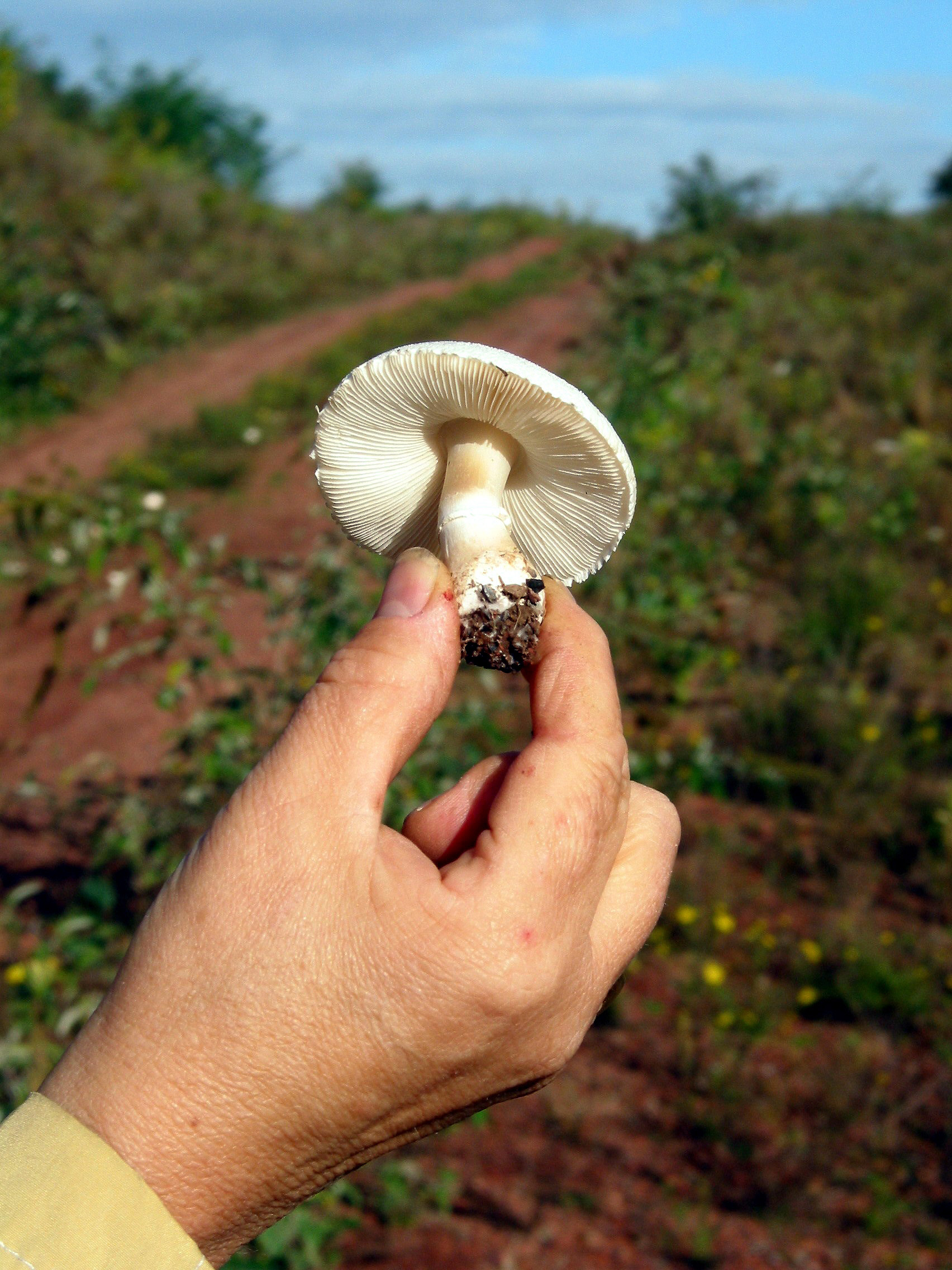
Leucoagaricus leucothites

### Cappello
4-10 cm di diametro, carnoso, prima convesso od ovoidale ed infine appiattito, bianco o lievemente cinerognolo o giallastro o nocciola chiaro, con cuticola serica e liscia o fioccosa.

### Lamelle
Libere, o libere al gambo con collarium; fitte, sottili, bianche, poi rosee nel fungo maturo.

### Gambo
5-11 x 0,7-1,4 cm, slanciato, bulboso alla base, concolore con il cappello, liscio o fibrilloso, prima pieno poi cavo. Volva assente.

### Anello
Bianco, piccolo, membranaceo, abbastanza persistente e a volte fugace.

### Carne
Bianca, immutabile, spessa e tenera, giallognola o nocciola quella degli esemplari stagionati, odore e sapore gradevoli e non caratteristici.

### Caratteri microscopici
Spore
Ellittiche, bianche, leggermente rosate in massa, 7–9 x 5–6 µm.
Cheilocistidi
Sagomate, con dimensioni di 28-39 x 7-12 µm.

## Habitat
Frequente nei terreni coltivati e nelle zone erbose, fruttifica dalla primavera all'autunno, al margine di strade, di boschi, in parchi, giardini, dune sabbiose. È diffusa in Nord America e in Europa. Non comune.

## Commestibilità

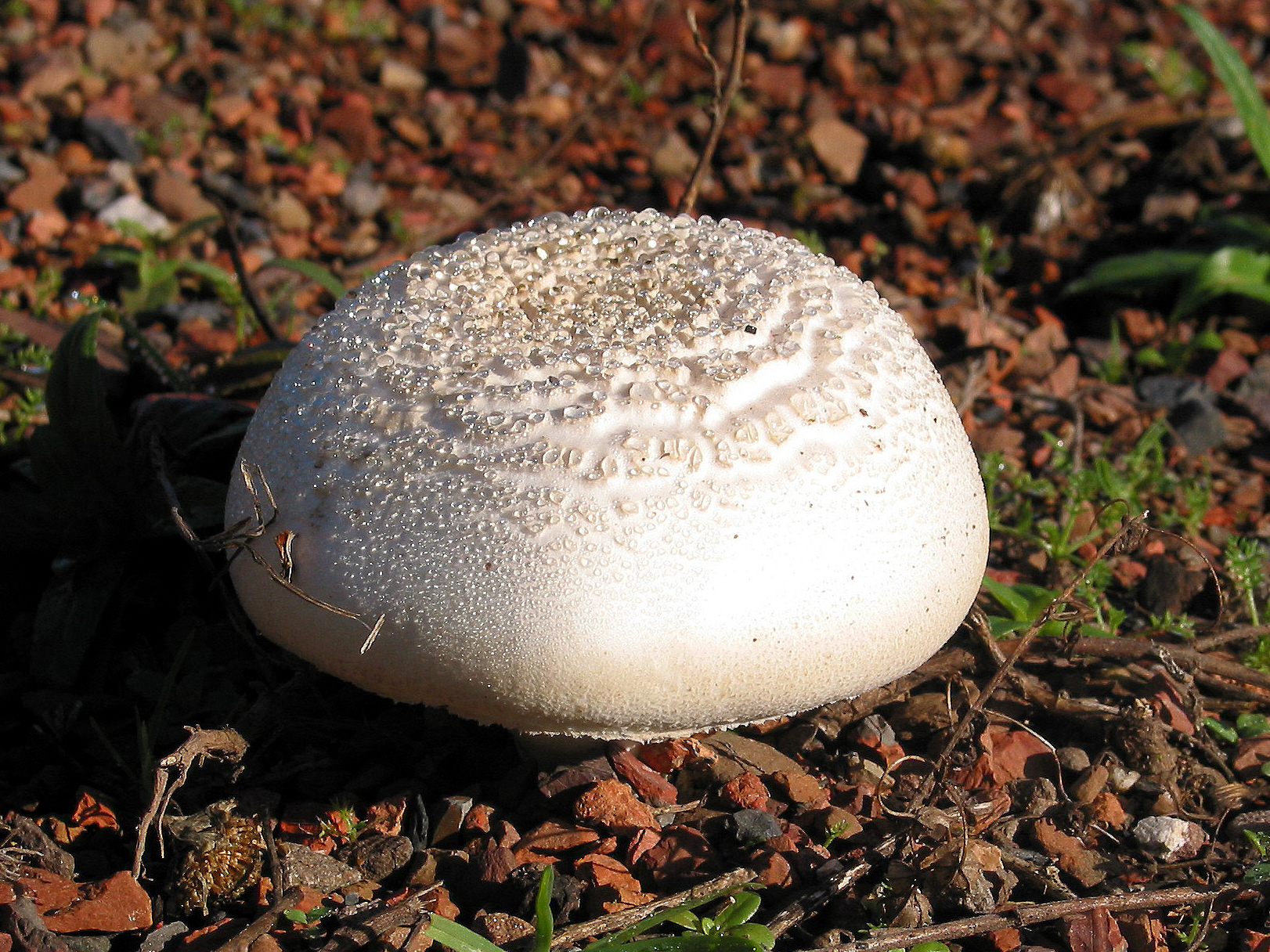
Leucoagaricus leucothites

In precedenza il Leucoagaricus Leucothites era considerato commestibile, ma il suo consumo è sconsigliato dato che sono state registrate alcune reazioni allergiche e intossicazioni gastrointestinali di carattere incostante ed è facilmente confondibile con amanite velenose.

## Tassonomia

### Sinonimi e binomi obsoleti
- Agaricus leucothites Vittad., Descr. fung. mang. Italia: 310 (1835)
- Lepiota naucina var. leucothites (Vittad.) Sacc., Syll. fung. (Abellini) 5: 43 (1887)
- Lepiota leucothites (Vittad.) P.D. Orton, Trans. Br. mycol. Soc. 43(2): 177 (1960)
- Leucoagaricus carneifolius var. leucothites (Vittad.) Bon, Docums Mycol. 7(nos 27-28): 21 (1977)
- Leucoagaricus leucothites (Vittad.) Wasser, Ukr. bot. Zh. 34(3): 308 (1977) f. leucothites
- Leucoagaricus leucothites (Vittad.) Wasser, Ukr. bot. Zh. 34(3): 308 (1977) var. leucothites
- Agaricus holosericeus Fr., Epicr. syst. mycol. (Upsaliae): 16 (1838)
- Lepiota holosericea Gillet, Hyménomycètes (Alençon): 67 (1874) var. holosericea
- Lepiota holosericea Gillet, Hyménomycètes (Alençon): 67 (1874)
- Lepiota holosericea Gillet, Hyménomycètes (Alençon): 67 (1874) f. holosericea[6]

### Specie simili
Può confondersi con le amanite bianche mortali, per cui si consiglia di prestare molta attenzione.

Può essere confuso con un prataiolo quando il cappello non è ancora dischiuso, ma quest'ultimo, a differenze della mazza di tamburo liscia, ha le lamelle rosate che divengono bruno-nerastre a maturità.